# Српско књижевно друштво
Српско књижевно друштво (СКД) је основано на оснивачкој скупштини 3. марта 2001. године, на Филолошком факултету у Београду, с циљем очувања духовних, моралних и материјалних вредности књижевне професије и својих чланова. Друштво је 20. октобра 2011. године стекло статус репрезентативног удружења у култури. 
Радом друштва руководи Управни одбор, а у организовању различитих активности учествују и комисије и друга радна тела.

## Активности
Активност Српског књижевног друштва обухвата:
- излажење месечника „Књижевни магазин“, у којем се поред објављивања књижевних текстова у ужем смислу (проза, поезија, есеј, књижевна критика) својим читаоцима нуди информације из текућег књижевног живота, као и текстове и информације из осталих уметничких дисциплина.
- организација трибина „Клуб СКД – КЦБ“, „Књига +“ и „Књига пулс“ на којима је у току претходних 10 година учествовало око 500 истакнутих писаца,
- организовање међународне колоније „Чортановци“ (досад је одржано 10 колонија на којима је учествовало стотинак писаца из више десетина земаља),
- излажење зборника „Чортановци“, на српском и енглеском језику (досад објављено 5 зборника),[1]
- организација сусрета са писцима из Европе и региона,
- гостовање наших писаца на књижевним фестивалима у Европи и региону,
- додељивање књижевне награде „Биљана Јовановић“ (установљена 2006.),[2]
- организационо-логистичку и техничку подршку члановима,
- подршка члановима посредством трибина и промоција, веб-сајта, електронске поште, комуникације са медијима,
- формирање базе чланова као информатор за медије и организаторе културних збивања,
- учешће у хуманитарним акцијама прикупљања књига за библиотеке у унутрашњости Србије.

Седиште Српског књижевног друштва се налази у Београду, у улици Француска 7.